# 中兵勘察设计研究院
中國兵器工業勘察设计研究院，簡稱中兵勘察设计研究院，由中國兵器工業集團旗下公司的，五洲工程附屬公司，1952年成立，到了2011年1月8日，和另企業五洲工程设计研究院組成五洲工程，總經理宁俊栋。至於總部為北京市。
其主要業務岩土工程(勘察、设计、施工、咨询、监理、检测)、水文地质勘察和地下水资源开发与管理、环境地质评价、地质灾害评估、工程测量、房产地籍测绘、工程物探、基础测试、土工及材料力学试验、地理信息系统工程和设备仪器的开发研制等。

## 外部連結
- 中兵勘察设计研究院（页面存档备份，存于）